# Croatian folklore gold
Croatian folklore gold, glazbeni je album hrvatske folklorne glazbe u izvedbi svirača Folklornoga ansambla Zagreb-Markovac, objavljen u Zagrebu u listopadu 2018. Donosi trinaest tradicijskih napjeva i melodija iz različitih krajeva Hrvatske popraćenih tamburaškom pratnjom.
Tonsko snimanje albuma vodio je Siniša Škokić, s pomoćnicima Domagojem Šekeljom i Borisom Jurajom. Producenti albuma su Siniša Škokić i Zoran Jakunić, voditelj orkestra. Omot albuma dizajnirao je Vladimir Urban.
Popis pjesama
| Br. | Skladba                                                    | Trajanje |
| --- | ---------------------------------------------------------- | -------- |
| 1.  | »Ajde dida« (narodna: Slavonija)                           | 2:07     |
| 2.  | »Tempa kolo« (pjesme iz Cvelferije)                        | 2:44     |
| 3.  | »Paraglajz« (glazbeni motivi iz Posavine)                  | 2:55     |
| 4.  | »Draganiću, oj« (glazbeni motivi iz Draganićkog polja)     | 5:37     |
| 5.  | »Cvile guci« (plesovi iz Turopolja)                        | 6:47     |
| 6.  | »Razglednica s Murtera« (glazbeni motivi s Murtera)        | 4:39     |
| 7.  | »Tamburaši pokraj Dunava« (glazbeni mozaik iz Podunavlja)  | 6:35     |
| 8.  | »Oj, Buševec« (svadbena pjesma iz Turopolja)               | 1:28     |
| 9.  | »Devojka, devojka« (svadbena pjesma iz Turopolja)          | 1:52     |
| 10. | »Zagorje swing« (svadbeni motivi iz Hrvatskoga zagorja)    | 2:50     |
| 11. | »Ravna Podravina« (plesovi iz Kalinovca)                   | 3:14     |
| 12. | »Lepi moj pajdaš« (glazbeni motivi iz Moslavine)           | 4:24     |
| 13. | »Bratinečki mužikaši« (svadbeni plesovi Jaskanskoga polja) | 6:46     |

Sudionici
- Članovi tamburaškoga orkestra: Ivan Belina, Josip Belina, Irena Bjelobrk, Josip Bjelobrk, Ivan Japec, Morana Jurković, Tibor Jurković, Branimir Munjeković, Josip Savić, Entoni Sošić, Matija Šainović, Tomislav Vidošić; voditelj: Zoran Jakunić – Kizo
- Glavni vokali: Tomislav Vidošić (1.), Ivan Belina (8.), Josip Belina (9.)
- Gosti-suradnici: Ana Japec (vokal: 1.), Bojan Pogrmilović (violina: 5., 12., 13.; E-brač: 7.)

## Vanjske poveznice
- [neaktivna poveznica]
- music.apple.com (engl.)
- allmusic.com (engl.)
- open.spotify.com (engl.)